# Karl X Gustav
Karl X Gustav, född 8 november 1622 på Nyköpingshus, död 13 februari 1660 i Göteborg, var kung av Sverige från 1654 till sin död sex år senare. Hans korta tid som svensk kung präglades av krig, och han tillbringade större delen av sin regeringstid som ledare av den svenska armén i Polen, Tyskland och Danmark. Armén var mycket framgångsrik och tåget över Stora Bält som ledde till freden i Roskilde är en av Sveriges största krigsframgångar någonsin.

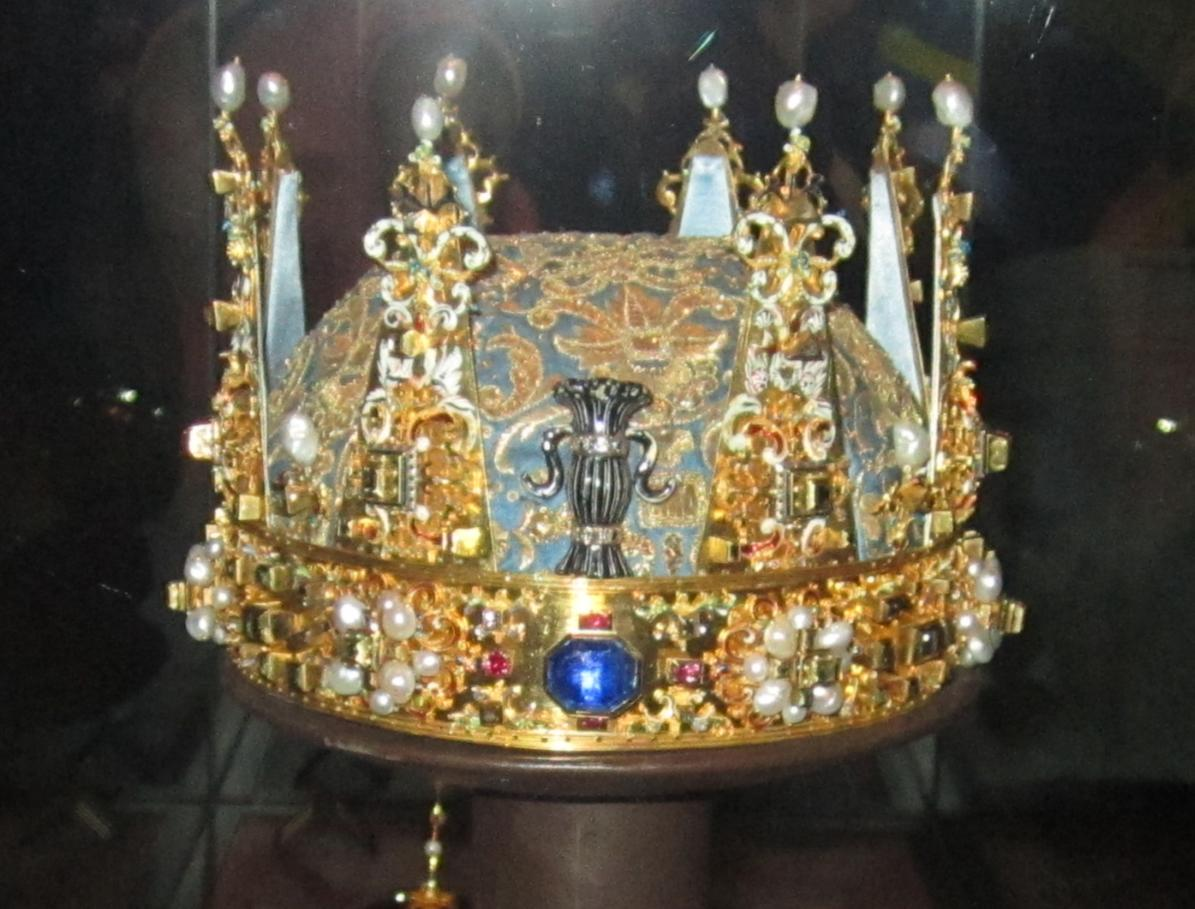
Kronan som skapades 1650 åt Karl Gustav som tronarvinge till kusinen Kristina. Den bars då på en vidbrättad hatt och representerar fortfarande den svenska tronföljaren.

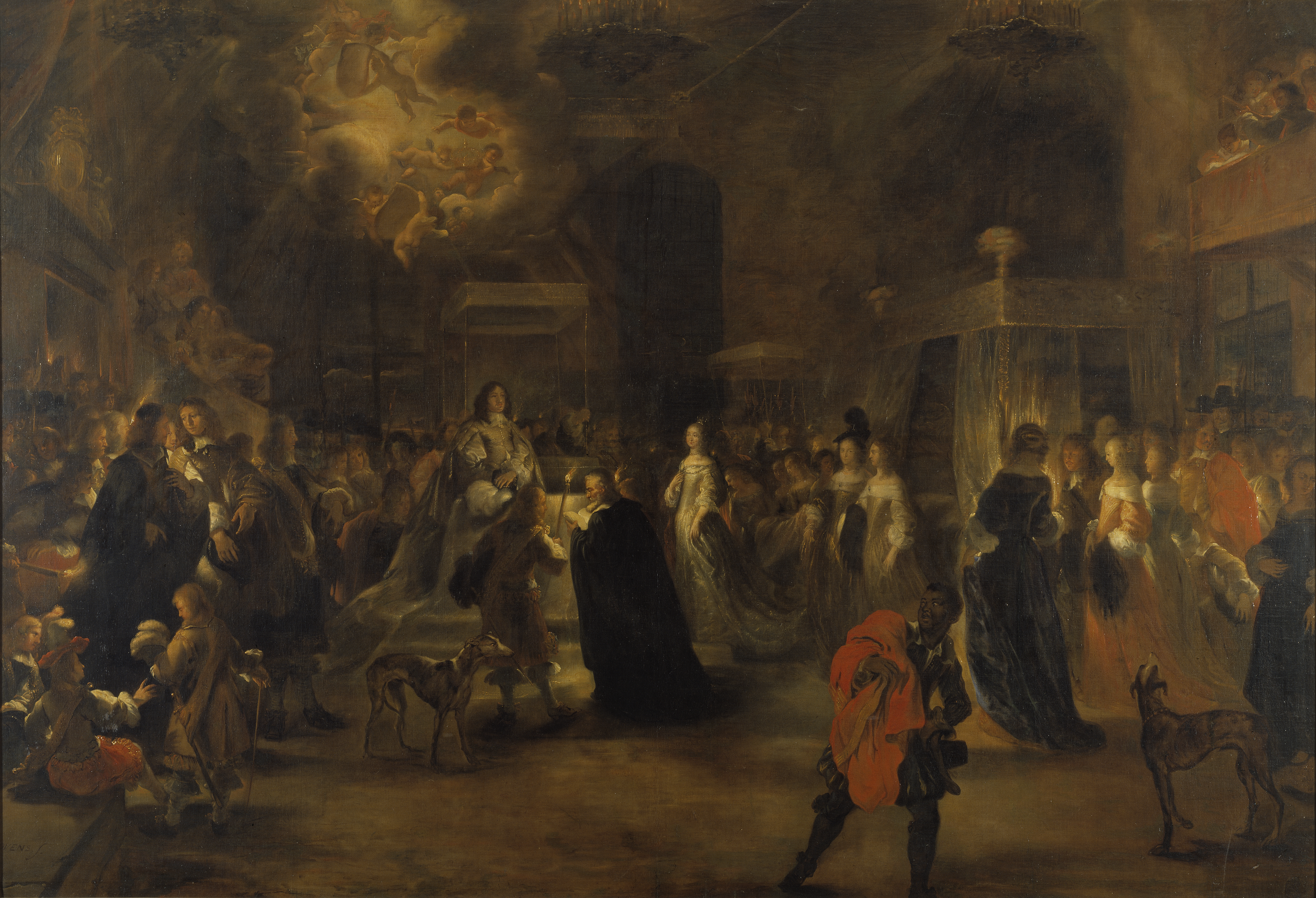
Giftermålet mellan Karl X Gustav och Hedvig Eleonora av Holstein-Gottorp, målad 1654 av Jürgen Ovens (även känd som Juriaen Ovens), Nationalmuseum.

Karl X Gustav målad av David Klöcker Ehrenstrahl, Nationalmuseum.

Han var son till pfalzgreven Johan Kasimir av Pfalz-Zweibrücken och prinsessan Katarina av Sverige, dotter till Karl IX. Han gifte sig 24 oktober 1654 med Hedvig Eleonora av Holstein-Gottorp. Karl X Gustav återinförde furstehuset Wittelsbach i Sverige, grundlade dess pfalziska gren som svensk kungaätt och var den förste kungen under den karolinska eran, vilken brukar anses utgöras av hans egen, sonen Karl XI:s samt sonsonen Karl XII:s regeringstider. Han var kusin till drottning Kristina.

## Uppväxt
Karl X Gustav föddes den 8 november 1622 på Nyköpings slott som son till den tyska pfalzgreven Johan Kasimir och prinsessan Katarina av Sverige. Hans föräldrar hade tagit sin tillflykt till Sverige undan trettioåriga kriget, och de kom aldrig att återvända. Karl Gustav växte sålunda upp i Sverige, och hans uppfostran övervakades bland annat av rikskanslern Axel Oxenstierna. Som son till en tysk far växte han upp med vissa tyska traditioner och fick tyska som sitt andra modersmål. Han kom även att få starka personliga intressen för det tyska riket, inte minst på grund av de arvsanspråk i landet som tillkom hans släkt. Då hans far och familj efter Gustav II Adolfs död misstroddes av drottning Kristinas förmyndarregering, särskilt av Axel  Oxenstierna, blev den unge pfalzgrevens ställning från början ganska oklar: han var på samma gång svensk arvfurste och en landsflyktig tysk greveson.
Efter studierna i hemmet tillbringade Karl Gustav några månader vid Uppsala universitet och genomförde 1638 en utländsk bildningsresa som varade till hösten 1640. Större delen av dessa år tillbringade han i Frankrike, huvudsakligen vid Ludvig XIII:s hov i Paris.

## Trettioåriga kriget
Vid hemkomsten från Frankrike blev det uppenbart för Karl Gustav att motsättningarna mellan Axel Oxenstierna och den pfalzgrevliga familjen hade skärpts. Johan Kasimir hade alltid haft vänner i många kretsar, även inom rådet, och inom dessa kretsar hade det uppstått en opposition mot den aristokratiska förmyndarstyrelsen. Karl Gustav var möjlig tronarvinge efter den unga drottningen och önskade inträda i Sveriges tjänst, men förmyndarregeringen vägrade. Men sommaren 1642 fick han till slut resa ut till den svenska hären i Tyskland, där han lärde sig krigskonst under Lennart Torstensons befäl. Han deltog i slaget vid Leipzig 1642 och slaget vid Jankov 1645 samt deltog i tåget mot Danmark 1643–1644.
År 1645 återvände Karl Gustav till Sverige där han sökte vinna sin kusin drottning Kristinas kärlek. Under ett par år stod saken och vägde, och Karl Gustav blev en förgrundsgestalt i de politiska striderna. Sommaren 1647 gjorde Karl den sista ansträngningen att vinna hennes hand. Han sade till sin vän Lorentz von der Linde "Jag är den eländigaste på jorden". Till sist avböjde Kristina hans frieri, men hon gav honom ersättning: i januari 1648 utnämndes han till svensk generalissimus i Tyskland. Där hann han inte uträtta mycket innan freden slöts i oktober 1648, men han fick i stället leda de stora värvade arméernas avdankning och likaså de invecklade förhandlingarna om fredens "exekution", som intill juni 1650 fördes i Nürnberg.

## Trontillträdet
Samtidigt som Karl Gustav arbetade med att verkställa freden hade drottning Kristina berett honom ännu en upphöjelse. År 1649 hade hon, trots högadelns motstånd, utsett sin halvkusin Karl Gustav till tronföljare vilket innebar att när Kristina abdikerade den 6 juni 1654 i Uppsala, hyllades och kröntes Karl Gustav som kung redan samma dag.
|                               |                               |                               |                               |                                                           |                                                           |                                                           |                                                           | Gustav I                                                  | Gustav I                                                  | Gustav I                     | Gustav I                     | Gustav I        | Gustav I        |         |         |         |         |         |         | Margareta Eriksdotter (Leijonhufvud) | Margareta Eriksdotter (Leijonhufvud) | Margareta Eriksdotter (Leijonhufvud) | Margareta Eriksdotter (Leijonhufvud) | Margareta Eriksdotter (Leijonhufvud) | Margareta Eriksdotter (Leijonhufvud) |                |                |                                    |                                    |                                    |                                    |                                    |                                    |
|                               |                               |                               |                               |                                                           |                                                           |                                                           |                                                           | Gustav I                                                  | Gustav I                                                  | Gustav I                     | Gustav I                     | Gustav I        | Gustav I        |         |         |         |         |         |         | Margareta Eriksdotter (Leijonhufvud) | Margareta Eriksdotter (Leijonhufvud) | Margareta Eriksdotter (Leijonhufvud) | Margareta Eriksdotter (Leijonhufvud) | Margareta Eriksdotter (Leijonhufvud) | Margareta Eriksdotter (Leijonhufvud) |                |                |                                    |                                    |                                    |                                    |                                    |                                    |
|                               |                               |                               |                               |                                                           |                                                           |                                                           |                                                           |                                                           |                                                           |                              |                              |                 |                 |         |         |         |         |         |         |                                      |                                      |                                      |                                      |                                      |                                      |                |                |                                    |                                    |                                    |                                    |                                    |                                    |
|                               |                               |                               |                               |                                                           |                                                           | Kristina av Holstein-Gottorp                              | Kristina av Holstein-Gottorp                              | Kristina av Holstein-Gottorp                              | Kristina av Holstein-Gottorp                              | Kristina av Holstein-Gottorp | Kristina av Holstein-Gottorp |                 |                 | Karl IX | Karl IX | Karl IX | Karl IX | Karl IX | Karl IX |                                      |                                      | Maria av Pfalz                       | Maria av Pfalz                       | Maria av Pfalz                       | Maria av Pfalz                       | Maria av Pfalz | Maria av Pfalz |                                    |                                    |                                    |                                    |                                    |                                    |
|                               |                               |                               |                               |                                                           |                                                           | Kristina av Holstein-Gottorp                              | Kristina av Holstein-Gottorp                              | Kristina av Holstein-Gottorp                              | Kristina av Holstein-Gottorp                              | Kristina av Holstein-Gottorp | Kristina av Holstein-Gottorp |                 |                 | Karl IX | Karl IX | Karl IX | Karl IX | Karl IX | Karl IX |                                      |                                      | Maria av Pfalz                       | Maria av Pfalz                       | Maria av Pfalz                       | Maria av Pfalz                       | Maria av Pfalz | Maria av Pfalz |                                    |                                    |                                    |                                    |                                    |                                    |
|                               |                               |                               |                               |                                                           |                                                           |                                                           |                                                           |                                                           |                                                           |                              |                              |                 |                 |         |         |         |         |         |         |                                      |                                      |                                      |                                      |                                      |                                      |                |                |                                    |                                    |                                    |                                    |                                    |                                    |
| Maria Eleonora av Brandenburg | Maria Eleonora av Brandenburg | Maria Eleonora av Brandenburg | Maria Eleonora av Brandenburg | Maria Eleonora av Brandenburg                             | Maria Eleonora av Brandenburg                             |                                                           |                                                           | Gustav II Adolf                                           | Gustav II Adolf                                           | Gustav II Adolf              | Gustav II Adolf              | Gustav II Adolf | Gustav II Adolf |         |         |         |         |         |         | Katarina av Sverige                  | Katarina av Sverige                  | Katarina av Sverige                  | Katarina av Sverige                  | Katarina av Sverige                  | Katarina av Sverige                  |                |                | Johan Kasimir av Pfalz-Zweibrücken | Johan Kasimir av Pfalz-Zweibrücken | Johan Kasimir av Pfalz-Zweibrücken | Johan Kasimir av Pfalz-Zweibrücken | Johan Kasimir av Pfalz-Zweibrücken | Johan Kasimir av Pfalz-Zweibrücken |
| Maria Eleonora av Brandenburg | Maria Eleonora av Brandenburg | Maria Eleonora av Brandenburg | Maria Eleonora av Brandenburg | Maria Eleonora av Brandenburg                             | Maria Eleonora av Brandenburg                             |                                                           |                                                           | Gustav II Adolf                                           | Gustav II Adolf                                           | Gustav II Adolf              | Gustav II Adolf              | Gustav II Adolf | Gustav II Adolf |         |         |         |         |         |         | Katarina av Sverige                  | Katarina av Sverige                  | Katarina av Sverige                  | Katarina av Sverige                  | Katarina av Sverige                  | Katarina av Sverige                  |                |                | Johan Kasimir av Pfalz-Zweibrücken | Johan Kasimir av Pfalz-Zweibrücken | Johan Kasimir av Pfalz-Zweibrücken | Johan Kasimir av Pfalz-Zweibrücken | Johan Kasimir av Pfalz-Zweibrücken | Johan Kasimir av Pfalz-Zweibrücken |
|                               |                               |                               |                               |                                                           |                                                           |                                                           |                                                           |                                                           |                                                           |                              |                              |                 |                 |         |         |         |         |         |         |                                      |                                      |                                      |                                      |                                      |                                      |                |                |                                    |                                    |                                    |                                    |                                    |                                    |
|                               |                               |                               |                               | Kristina Ogift och barnlös drottning av Sverige 1632-1654 | Kristina Ogift och barnlös drottning av Sverige 1632-1654 | Kristina Ogift och barnlös drottning av Sverige 1632-1654 | Kristina Ogift och barnlös drottning av Sverige 1632-1654 | Kristina Ogift och barnlös drottning av Sverige 1632-1654 | Kristina Ogift och barnlös drottning av Sverige 1632-1654 |                              |                              |                 |                 |         |         |         |         |         |         |                                      |                                      |                                      |                                      | Karl X Gustav                        | Karl X Gustav                        | Karl X Gustav  | Karl X Gustav  | Karl X Gustav                      | Karl X Gustav                      |                                    |                                    |                                    |                                    |

Med Märta Allertz, en rådmansdotter från Stockholm, hade Karl Gustav före tronbestigningen en son, Gustaf Carlson. Efter tronbestigningen 6 juni 1654 skyndade han att gifta sig, och i oktober samma år stod bröllopet med Hedvig Eleonora av Holstein-Gottorp. Giftermålet hade politisk betydelse, då den holsteinske hertigen var en given bundsförvant mot Danmark. I äktenskapet föddes endast ett barn, sonen Karl, i november 1655.

## Kriget i Preussen och Polen
För den nykrönte Karl X Gustav öppnade sig nu stora och svåra uppgifter.  Det gällde att konsolidera den nygrundade svenska stormakten både inåt och utåt. Inåt genom att knyta samman erövringarna med hemlandet, omorganisera förvaltning, krigsväsen och finanser efter de nya krav som följt med erövringarna, och på samma gång lösa ståndsstriden. Utåt genom att befästa stormaktsställningen och skapa en politik som målmedvetet kunde befordra dess intressen. Om Karl Gustav klart uppfattat dessa uppgifter är oklart. Säkert är att hans regering kom att röra sig i andra banor. Ett år efter tronbestigningen, sommaren 1655, ledde han Sverige i krig mot Polen.
Karl Gustav hade hållit sig avvaktande i några månader, men när bud kommit att ryssarna utan motstånd trängt fram och hotade kringgå svenska Livland beslöt han, i slutet av 1654, att kasta sig in i striden. Anfallet mot Polen avsåg sålunda att göra upp  med en gammal fiende och, framför allt, bevaka Sveriges intressen i Östeuropa och förekomma Ryssland. Men närmare tycks Karl Gustav inte ha klargjort vad han ville vinna med kriget mot Polen. Hösten 1655 var framgångsrik och han lät sig hyllas som kung av polska magnater. En möjlighet dök upp att knyta hela Polen till den svenska stormakten, liksom det varit tal om under Gustav II Adolfs sista år. Efter några månader kom bakslaget. I Polen började en folkresning, och de som hyllat Karl Gustav avföll. Detta resulterade i beslutet att Polen istället skulle delas upp mellan landets fiender. Olika delningsförslag avlöste varandra under 1656. Gemensamt för dem alla var att Sveriges andel skulle omfatta "sjökusten" och från den gå mer eller mindre djupt in i landet, med Preussen som kärna. Därmed kom förslagen att te sig som en fullbordan av Sveriges "Östersjövälde".
Sveriges inre frågor blev på grund av kriget skjutna åt sidan. Mest som ett slags förberedelse till kriget genomdrevs en första reduktion vid 1655 års riksdag.
Kriget resulterade snart i andra svårigheter. Flera länders intressen hotades av Sveriges ingripande i Preussen och Polen, och en efter en drogs de in. Det var Karl Gustavs stora missräkning att han trodde sig kunna hindra detta genom ett nät av diplomatiska förespeglingar. Kurfursten Fredrik Vilhelm av Brandenburg blev först delaktig, då han som hertig av Preussen under polsk överhöghet var oroad av Karl Gustavs företag. Han tvingades till en början att hylla Karl Gustav som guvernör för Preussen och genom ett fördrag i Königsberg i januari 1656 där hela Preussen blev ett svenskt territorium. Genom fördraget i Libau i november 1656 frigjorde han sig från länshögheten. I juni 1656 gick ryssarna in i Livland samtidigt som den tyska kejsaren kände sig hotad av Sveriges framgångar i Polen och beredde sig att också gripa in. Nederländerna fruktade för sina handelsintressen och gjorde starka påtryckningar. I ryggen hotades Sverige av Danmark. Karl Gustav vann dock ett antal segrar i Polen som den om flodövergången vid Sandomierz och ett antal segrar i öppna fältslag, främst tredagarsslaget vid Warszawa den 18–20 juli 1656. Men polackernas uppror kunde inte kvävas och resultaten av segrarna blev ringa. I början av 1657 var Karl Gustavs ställning i Polen allvarligt underminerad. Kurfursten drog sig definitivt undan, ryssarna härjade i Livland, den tyska kejsaren slöt i maj samma år förbund med Polen, och till sist kom, i juni, Danmarks krigsförklaring. Det polska företaget var inte bara misslyckat, det hade framkallat en hel koalition mot Sverige.

## Första kriget mot Danmark

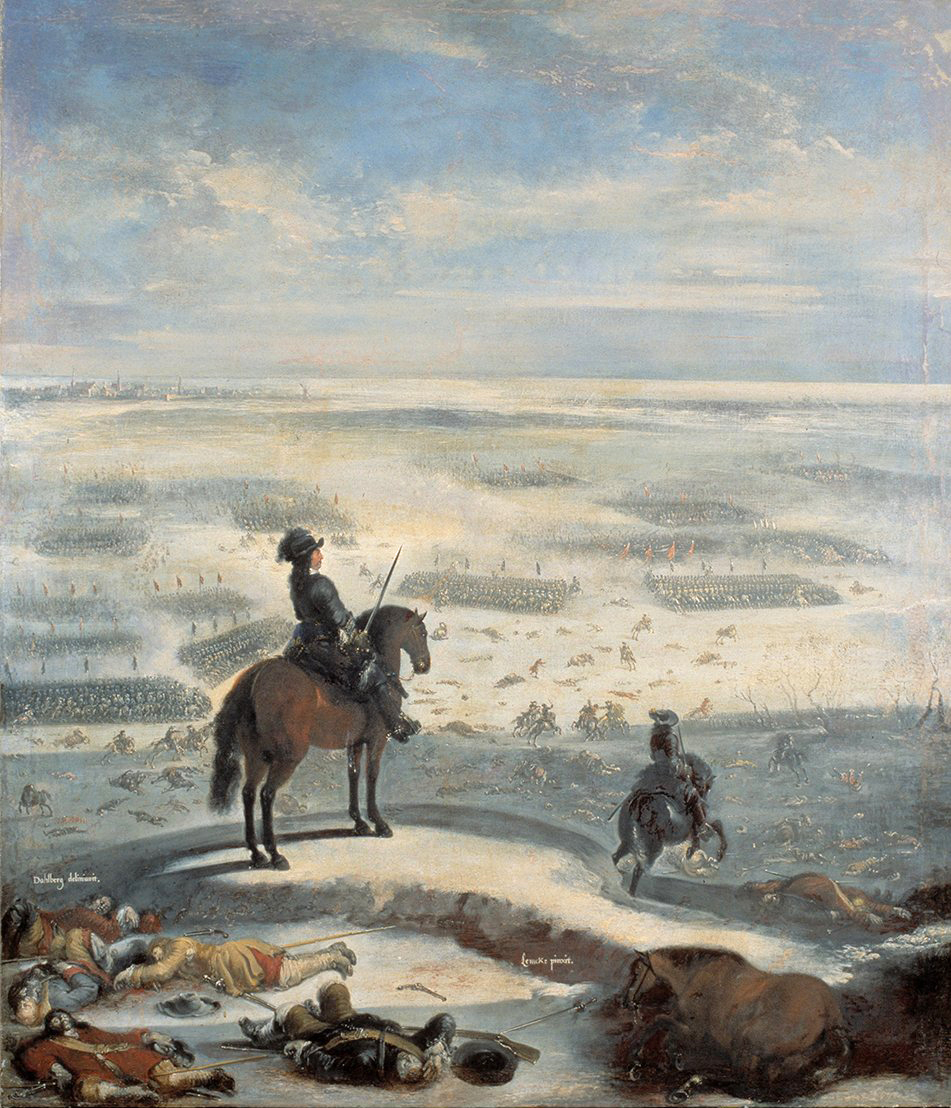
Karl X Gustav vid Tåget över Bält. Väggmålning av Johann Philip Lemke i Karl X Gustavs galleri på Drottningholms slott.

Karta över stormakten Sverige och dess besittningar.

I detta läge gjorde Karl Gustav en plötslig vändning – han drog sig ur Polen där han endast lämnade en mindre styrka, och vände sig istället mot Danmark. Under sensommaren och hösten 1657 erövrades Jylland och i januari–februari 1658 följde tåget över Bält och freden i Roskilde. Anfallet på Polen hade skaffat Sverige en stridsställning från vilken man kunde ingripa över stora delar av Europa. Segern över Danmark möjliggjordes genom denna stridsställning och genom en djärv anfallstaktik.
Karl Gustav hade planer på att tillintetgöra Danmark, helst genom att dela upp landet med Englands lordprotektor Oliver Cromwell, vars stöd han sökte mot Nederländerna. Det var samma strategi som tidigare i Polen. Han måste dock ge upp dem då Cromwells förbund inte stod att vinna för ett sådant mål, och huvudbestämmelsen i freden blev endast en stor landavträdelse där Skåne, Halland, Blekinge, Bornholm, Bohuslän och Trondheims län med mera tilldelades Sverige. Men dessutom ingick i freden ett vänskapsförbund mellan Sverige och Danmark, kompletterat genom muntliga avtal mellan kungarna. Således skulle bland annat främmande fientliga flottor hindras att inlöpa i Östersjön. Karl Gustav hade därmed sökt binda Danmark politiskt, när han inte kunde införliva landet i den svenska stormakten.
Bland de fiender som återstod efter segern över Danmark trädde Österrike i förgrunden tillsammans med dess allierade Brandenburg. Stridslinjen utvidgade sig över Tyskland, samtidigt som en ny stor strategisk fråga uppstod, nämligen kejsarvalet efter Ferdinand III, som avlidit 1657. Frankrike under Jules Mazarins ledning sökte samla alla det habsburgska husets motståndare. Karl Gustav ville också vända sina vapen till Tyskland, mot Österrike och Brandenburg, och i Tyska riket rörde sig åter de motsatser som nyss utjämnats genom westfaliska freden.[förklaring behövs] Den östeuropeiska krisen växte ihop med en allmänt europeisk, och ur Karl Gustavs anfall på Polen tycktes framgå en fortsättning av trettioåriga kriget.[förklaring behövs] Månaderna efter Roskildefreden fylldes av förberedelser för ett fälttåg i Tyskland.

## Andra kriget mot Danmark

Ryttarporträtt på Karl X Gustav till häst från 1650 iklädd rustning med fältherrebindel, vit krage och i högra handen fältherrestav av Joachim von Sandrart, Skoklosters slott.

Fälttåget i Tyskland kom dock inte till stånd, i stället vände sig Karl Gustav plötsligt åter mot Danmark i augusti 1658. Orsakerna var komplicerade. En var Danmarks motspänstighet vid de förhandlingar som förts för Roskildefredens komplettering. Den hade visat sig att Danmark inte lät sig bindas vid Sverige så som Karl Gustav avsett. Dessutom hade utsikterna för ett krig i Tyskland förmörkats. I juli 1658 blev Leopold av Österrike vald till kejsare, och Sveriges försök att samla tyska ständer på sin sida hade föga framgång. De bundsförvanter som Karl Gustav hoppats på höll sig tillbaka. Oliver Cromwells syften var andra än hans, och vad som för Karl Gustav var betänkligast, Mazarin agerande: han eggade visserligen Sverige, men undvek själv alla bindande förpliktelser. Ekonomiskt sett kunde den svenska – i huvudsak värvade – hären inte hållas sysslolös, och när ett företag i Tyskland syntes utsiktslöst återstod endast Danmark. Nu gällde det på allvar Danmarks existens. Karl Gustav ville införliva landet i den svenska stormakten. Men det andra danska kriget stockade sig ännu hastigare än förut det polska. Köpenhamns försvar och undsättning genom en nederländsk flotta i oktober blev den första vändpunkten, den misslyckade stormningen av staden i februari 1659 den andra. Österrikare, polacker och brandenburgare gick till anfall, stängde in de svenska besättningarna i Preussen och Pommern och trängde upp i Jylland. England och Frankrike höll sig alltjämt tillbaka, ja drogs av Nederländerna in i en medlingspolitik, konserterna i Haag maj–juli 1659, vars udd riktades mot Sverige.
Karl Gustav hade åter missbedömt sin armés styrka, på motståndarens försvar och på den europeiska hållningen till hans hänsynslösa erövringspolitik. Karl Gustav höll sig kvar på de danska öarna, som därmed blev krigets centrum, men hans ställning blev under 1659 allt svårare. Holländska flottor spelade en viktig roll i danska farvattnen, i november 1659 tillintetgjordes vid Nyborg den svenska hären på Fyn av förenade österrikare, brandenburgare, polacker, danskar och holländare, och huvudstyrkan på Själland smälte samman. Planerna med Danmark måste ges upp, liksom förut planerna på Polen. Karl Gustav erkände det och erbjöd fred med både Danmark och Polen, men ännu hoppades han på endera sidan vinna något, och han avslog varje avträdelse även från erövringarna i Roskildefreden, såvida inte ersättning gavs. Han räknade alltjämt med förändringar i makternas inbördes ställning, och han beredde sig till nya ansträngningar.

## Den sista tiden

Karl X Gustavs dräkt och värja. Från ca 1650, och i förvar hos Livrustkammaren.

Sveriges ständer kallades till riksdag i Göteborg den 12 november 1659, kungen anlände dock till staden först på julafton 1659 i sällskap med drottning Hedvig Eleonora, deras fyraårige son, sedermera Karl XI, samt kungens syster, furstinnan Maria Euphrosyne. Sällskapet bodde i Kungshuset på Södra Hamngatan. 
Den 4 januari 1660 öppnades ständernas möte – en regelrätt riksdag – i Kronhuset. Efter någon veckas överläggningar insjuknade kung Karl X Gustav i vad som tros vara en luftvägsinfektion som övergick i lunginflammation. Dåtidens medicin och metoder applicerades på kungen, örtmediciner, lavemang, upprepade åderlåtning, men utan resultat. Nedbäddad avled kungen natten till den 13 februari.
 

Historikern och kyrkomannen Anders Fryxell (1795–1881) ger en bild av Karl X Gustavs hälsotillstånd: 
| ” | 'Karl Gustafs hälsa hade aldrig varit serdeles att lita på. Halsen, kort och tjock, hotade med slag; likaså kroppens tidiga och mer och mer ökade fetma. Matordningen var ej den bästa; och konungen åt både så mycket och så fort, att smältningen deraf försvårades. Redan i flere år hade han också lidit af hvarjehanda ohelsa. Blodet blef skörbjuggartadt och andedrägten besvärad af tyngd och hosta, hvarjemte ibland om nätterna infann sig en så svår väderkolik, att konungen måste stiga upp och långa stunderna vandra fram och åter öfver kammargolfvet. För att afleda de osunda vätskorna hade han redan i flere år nyttjat fontanell på armen, men som sjukligheten och den ovanliga fetman ständigt tilltogo, hade läkrarne redan länge förutsett, att lifstiden icke skulle blifva långvarig. | „ |

### Förlopp och närvarande
Den 11 januari bevistade kungen Krister Bondes begravning, och på aftonen fick han problem med snuva och bröstvärk. Efter några dagar tillstötte feberrysningar, allmän matthet, svårt tryck under bröstet, tung andhämtning, huvudvärk, törst och en svår slemhosta. Genom olika behandlingar dämpades tillstånden, så att han kunde arbeta, men natten till den 8 februari återkom besvären med full kraft. Läkarna åderlät kungen, och genom blodets beskaffenhet insåg de att situationen var allvarlig. Den 8–9 februari tillbringade han i en länstol under oroliga kastningar, och den 10 februari ökade besvären ytterligare, tillsammans med en svår hicka.

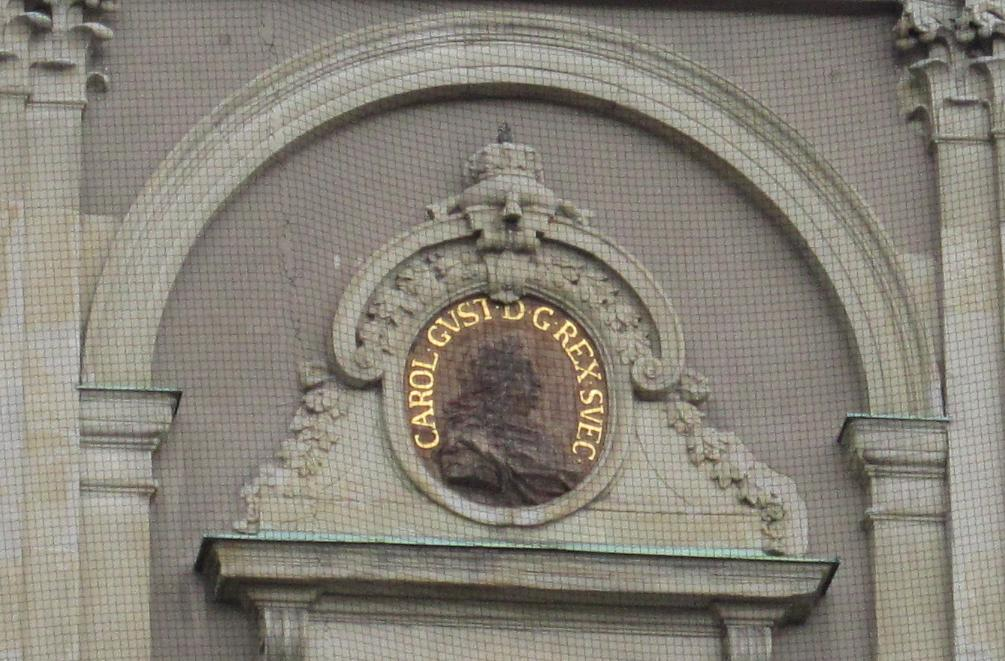
Carl Gustavs bild bland nio svenska monarker på en vägg på Stockholms slott.

Mellan klockan fem och sex på morgonen den 11 februari tillkallades hovpredikanten och själasörjaren Erik Gabrielsson Emporagrius, och stödd på drottningen och Nils Brahe gjorde kungen sin syndabekännelse (cirka en halv timma) och tog nattvarden. Sjukdomen och dödstecknen ökar under dagen och kungen uppmanade nu drottningen och rådsherrarna att ...genom snar fred skaffa riket säkerhet och lugn.
Söndagen den 12 februari blev han allt svagare med häftig feber och andningssvårigheter, och hans testamente sattes upp. Kungen tog farväl av sina närmaste, sin gemål, sin son och de närmaste vännerna. Fram emot natten ökade plågorna, och kungen kunde inte ligga ned utan hölls uppe i armarna av riksmarskalken Gabriel Oxenstierna och greve Nils Brahe. Vid midnatt meddelade läkarna att döden närmar sig, och kungen tog på nytt farväl av de närvarande. Sitt testamente förmådde han inte underteckna helt, endast bokstäverna Car kom med.[källa behövs]
Emporagrius tillkallades på nytt och kungen utbrast Gud vare mig nådelig!, vilket blev hans sista ord.[källa behövs]
Det finns två rådande versioner om kungens sista minuter i livet. Den ena säger att han dog i armarna på Oxenstierna och Brahe, vilket motsägs av doktor Emporagrius som menar att han ...men stilla vilande i sin bädd uppgav han sin anda.[källa behövs]
Den länstol, prydd med en kunglig krona, som kungen använde på sitt rum skänktes till Nils Brahe som ett minne och fördes därefter till Skoklosters slott.

## Efterspel

Karl X Gustavs begravningsregalier. Livrustkammaren.

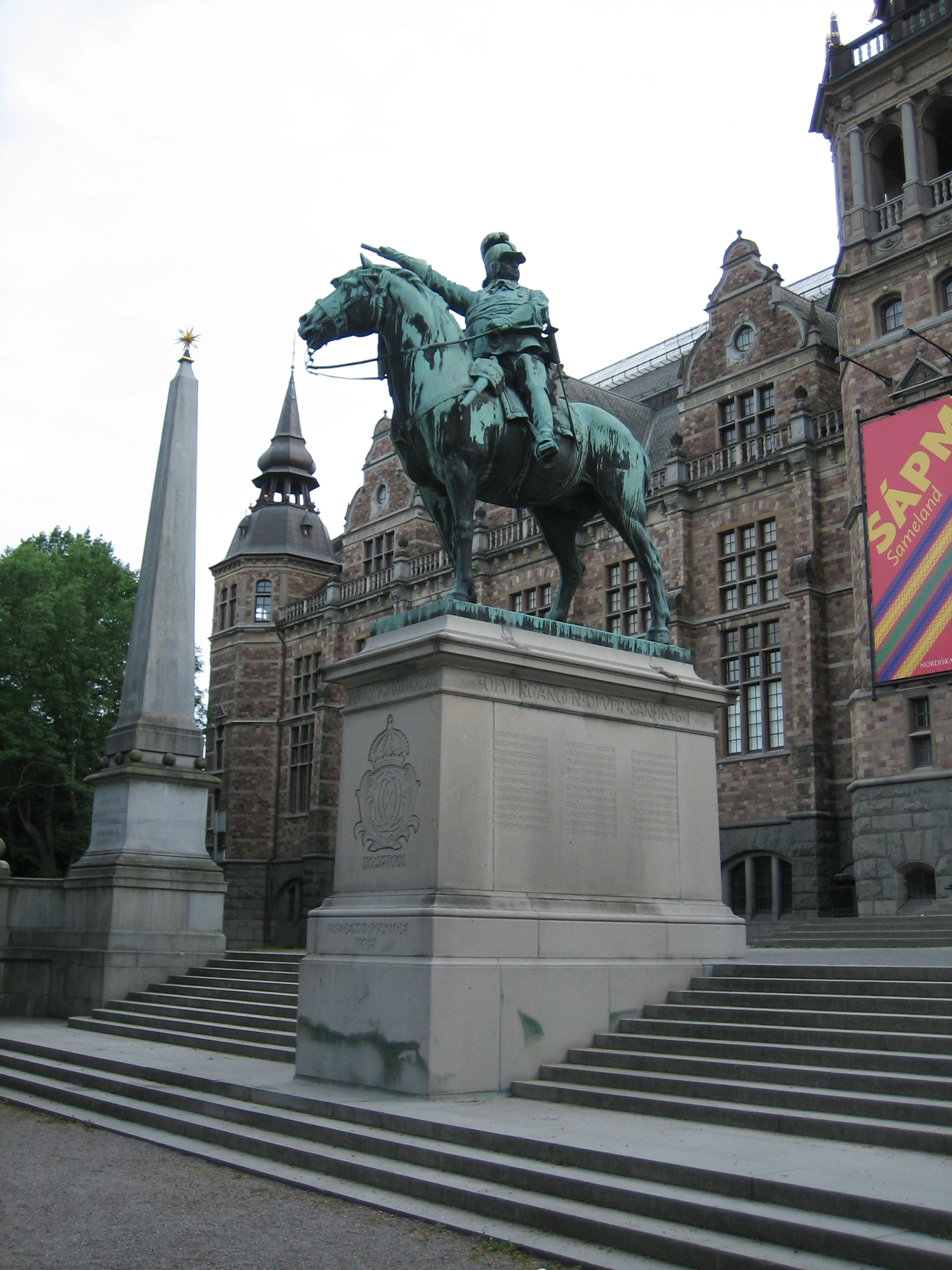
Karl X Gustavs ryttarstaty framför Nordiska museet på Djurgården i Stockholm av Gustaf Malmquist. Statyn avtäcktes 1917.

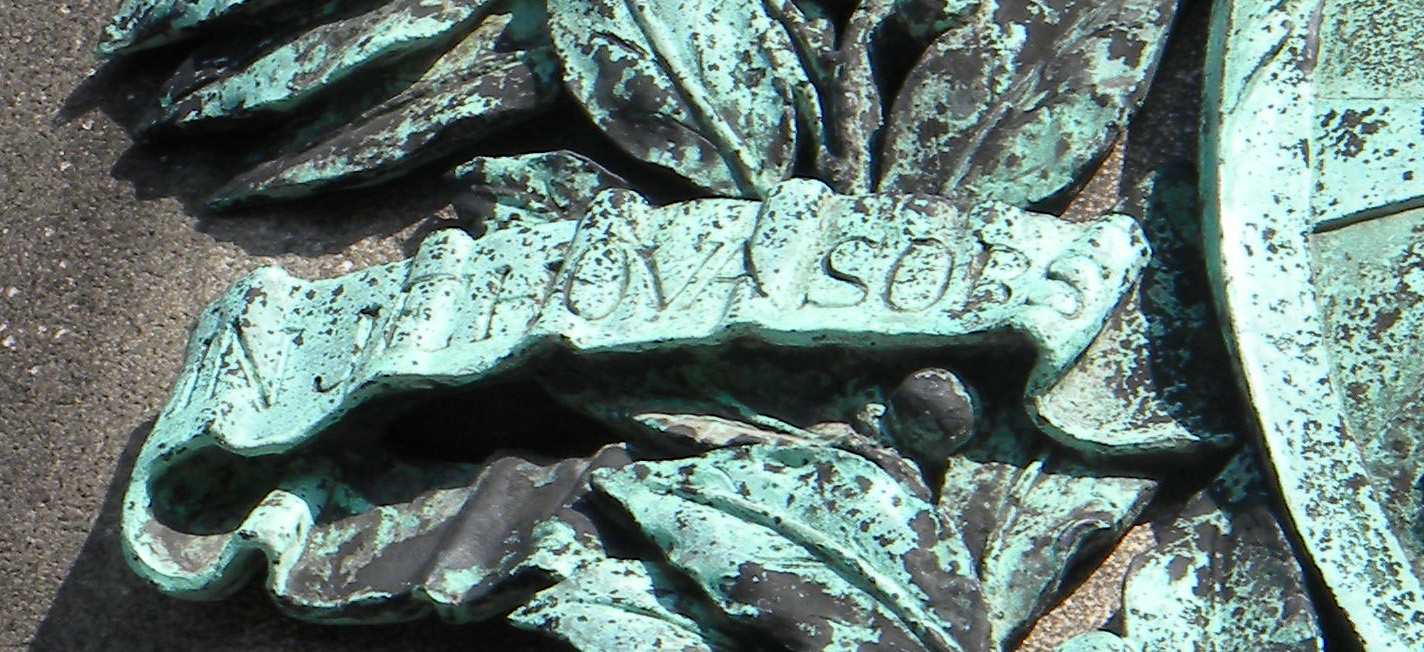
Del av kungens valspråk på ryttarstatyn på Stortorget i Malmö.

Karl X Gustav dog vid en tidpunkt då Sverige, på grund av hans politik, hotades på flera sätt. Hans drömmar att utöka den svenska stormakten över Polens östersjöländer eller över de danska öarna hade strandat. Men det var å andra sidan även på grund av detta som hans sons förmyndare, när de avvecklade de stora krigen, kunde behålla de sydvästra landskapen åt Sverige. Därmed kom Karl X Gustav att ge, vad han själv egentligen inte avsett, "naturliga gränser" åt det egentliga Sverige.
Karl X Gustavs begravning firades med stor högtidlighet den 4 november 1660 i Stockholm, där hans lik först nedsattes i det Gustavianska gravkoret i Riddarholmskyrkan, för att senare flyttas till det Karolinska. Med sig i kistan fick Karl X Gustav begravningsregalier i form av en krona, spira, riksäpple, nyckel och ring. Till begravningen specialkomponerades musikstycket Miserere mei Deus av Anders Düben d.ä., som spelades under ceremonin.

## Barn
Barn med drottning Hedvig Eleonora:
1. Karl XI (1655-1697), kung av Sverige 1660–1697

Barn före äktenskapet :
1. Carolus Wenzeslaus Jankoffsky, född 1644, död 1684  ; mor: Ludmilla Jankowska von Lazan[18]
2. Gustaf Carlson; mor: Märta Allertz[19]
3. Nils Carlsson, född 1648; djurvaktare vid Gripsholms djurgård; mor: troligen ladugårdspigan Valborg Staffansdotter
4. Samuel Carlsson, död 1691; gjorde karriär inom svenska flottan i Karlskrona; mor: Sidonia Johansdotter
5. Anna Carlsdotter; gift i Stockholm Maria 16 maj 1669 med kompanisjömannen Erik Jöransson Körnigh; mor: "Svana-Lilla" Lobjörn[20]

## Anfäder
|                    |  |  |  |  |  |  |  |                                    |  |  |  |  |  |  |  |                                |  |  |  |  |  |  |  | Wolfgang av Pfalz-Zweibrücken        |
|                    |  |  |  |  |  |  |  |                                    |  |  |  |  |  |  |  |                                |  |  |  |  |  |  |  |                                      |
|                    |  |  |  |  |  |  |  |                                    |  |  |  |  |  |  |  | Johan I av Pfalz-Zweibrücken   |  |  |  |  |  |  |  |                                      |
|                    |  |  |  |  |  |  |  |                                    |  |  |  |  |  |  |  |                                |  |  |  |  |  |  |  |                                      |
|                    |  |  |  |  |  |  |  |                                    |  |  |  |  |  |  |  |                                |  |  |  |  |  |  |  | Anna av Hessen                       |
|                    |  |  |  |  |  |  |  |                                    |  |  |  |  |  |  |  |                                |  |  |  |  |  |  |  |                                      |
|                    |  |  |  |  |  |  |  | Johan Kasimir av Pfalz-Zweibrücken |  |  |  |  |  |  |  |                                |  |  |  |  |  |  |  |                                      |
|                    |  |  |  |  |  |  |  |                                    |  |  |  |  |  |  |  |                                |  |  |  |  |  |  |  |                                      |
|                    |  |  |  |  |  |  |  |                                    |  |  |  |  |  |  |  |                                |  |  |  |  |  |  |  | Vilhelm V av Kleve                   |
|                    |  |  |  |  |  |  |  |                                    |  |  |  |  |  |  |  |                                |  |  |  |  |  |  |  |                                      |
|                    |  |  |  |  |  |  |  |                                    |  |  |  |  |  |  |  | Magdalena av Jülich-Cleve-Berg |  |  |  |  |  |  |  |                                      |
|                    |  |  |  |  |  |  |  |                                    |  |  |  |  |  |  |  |                                |  |  |  |  |  |  |  |                                      |
|                    |  |  |  |  |  |  |  |                                    |  |  |  |  |  |  |  |                                |  |  |  |  |  |  |  | Maria av Österrike                   |
|                    |  |  |  |  |  |  |  |                                    |  |  |  |  |  |  |  |                                |  |  |  |  |  |  |  |                                      |
| Kung Karl X Gustav |  |  |  |  |  |  |  |                                    |  |  |  |  |  |  |  |                                |  |  |  |  |  |  |  |                                      |
|                    |  |  |  |  |  |  |  |                                    |  |  |  |  |  |  |  |                                |  |  |  |  |  |  |  | Kung Gustav I av Sverige             |
|                    |  |  |  |  |  |  |  |                                    |  |  |  |  |  |  |  |                                |  |  |  |  |  |  |  |                                      |
|                    |  |  |  |  |  |  |  |                                    |  |  |  |  |  |  |  | Kung Karl IX av Sverige        |  |  |  |  |  |  |  |                                      |
|                    |  |  |  |  |  |  |  |                                    |  |  |  |  |  |  |  |                                |  |  |  |  |  |  |  |                                      |
|                    |  |  |  |  |  |  |  |                                    |  |  |  |  |  |  |  |                                |  |  |  |  |  |  |  | Margareta Eriksdotter (Leijonhufvud) |
|                    |  |  |  |  |  |  |  |                                    |  |  |  |  |  |  |  |                                |  |  |  |  |  |  |  |                                      |
|                    |  |  |  |  |  |  |  | Katarina av Sverige                |  |  |  |  |  |  |  |                                |  |  |  |  |  |  |  |                                      |
|                    |  |  |  |  |  |  |  |                                    |  |  |  |  |  |  |  |                                |  |  |  |  |  |  |  |                                      |
|                    |  |  |  |  |  |  |  |                                    |  |  |  |  |  |  |  |                                |  |  |  |  |  |  |  | Ludvig VI av Pfalz                   |
|                    |  |  |  |  |  |  |  |                                    |  |  |  |  |  |  |  |                                |  |  |  |  |  |  |  |                                      |
|                    |  |  |  |  |  |  |  |                                    |  |  |  |  |  |  |  | Maria av Pfalz                 |  |  |  |  |  |  |  |                                      |
|                    |  |  |  |  |  |  |  |                                    |  |  |  |  |  |  |  |                                |  |  |  |  |  |  |  |                                      |
|                    |  |  |  |  |  |  |  |                                    |  |  |  |  |  |  |  |                                |  |  |  |  |  |  |  | Elisabeth av Hessen                  |
|                    |  |  |  |  |  |  |  |                                    |  |  |  |  |  |  |  |                                |  |  |  |  |  |  |  |                                      |

## Lista över slag och belägringar där Karl X Gustav deltog
| Slag                         | Datum                          | Resultat |
| ---------------------------- | ------------------------------ | -------- |
| Slaget vid Leipzig           | 23 oktober 1642                | Seger    |
| Slaget vid Jankov            | 24 februari 1645               | Seger    |
| Slaget vid Prag              | 25 juni – 1 november 1648      | Förlust  |
| Slaget vid Sobota            | 23 augusti 1655                | Seger    |
| Slaget vid Zarnow            | 6 september 1655               | Seger    |
| Slaget vid Wojnicz           | 23 september 1655              | Seger    |
| Belägringen av Kraków        | 25 september – 13 oktober 1655 | Seger    |
| Slaget vid Golomb            | 8 februari 1656                | Seger    |
| Slaget vid Jarosław          | 15 mars 1656                   | Förlust  |
| Striden vid Sandomierz       | 22 mars 1656                   | Seger    |
| Slaget vid Nisko             | 28 mars 1656                   | Seger    |
| Slaget vid Kcynia            | 1 juni 1656                    | Seger    |
| Tredagarsslaget vid Warszawa | 18 – 20 juli 1656              | Seger    |
| Slaget vid Tybrind Vig       | 30 januari 1658                | Seger    |
| Tåget över Bält              | 30 januari – 6 februari        | Seger    |
| Slaget vid Kolding           | 25 december 1658               | Förlust  |
| Stormningen av Köpenhamn     | 11 februari 1659               | Förlust  |

## Karl X Gustavs begravningståg 1660
Konstnär: Jean Le Pautre efter teckning av Erik Dahlbergh. Material och teknik: Kopparstick, handkolorerat. Underlag: Papper. Mått i millimeter: 310 x 4 560